# Lumakaftor
Lumakaftor (łac. lumacaftorum) – wielofunkcyjny organiczny związek chemiczny, lek stosowany w leczeniu mukowiscydozy, zwiększający obecność zmutowanego białka CFTR (F508del-CFTR) na powierzchni komórki.

## Mechanizm działania
Lumakaftor poprawia przetwarzanie oraz transport F508del-CFTR, zwiększając ilość tego białka na powierzchni komórki. Klinicznie lumawakaftor powoduje zmniejszenie się ilości chlorków w pocie, jednakże nie powoduje poprawy natężonej objętości wydechowej pierwszosekundowej (FEV1). Dla osiągnięcia efektu klinicznego niezbędne jest skojarzenie lumakaftoru z iwakaftorem.

## Zastosowanie
- leczenie pacjentów z mukowiscydozą w wieku 12 lat i starszych z homozygotyczną mutacją F508del genu CFTR[4]

W 2016 roku lumakaftor był dopuszczony do obrotu w Polsce w preparacie złożonym z iwakaftorem.

## Działania niepożądane
Lumakaftor w skojarzeniu z iwafaktorem może powodować następujące działania niepożądane, występujące u ≥5% pacjentów, z częstością wyższą niż w grupie z placebo:
- duszność
- przeziębienie
- nudności
- biegunka
- zapalenia górnych dróg oddechowych
- zmęczenie
- problemy z oddychaniem
- wzrost poziomu kinazy kreatynowej w osoczu krwi
- wysypka
- nadmierne wydalanie gazów jelitowych
- wodnisty katar
- grypa